# The Tick: The Animated Series
The Tick: The Animated Series (conocida en Latinoamérica como La Garrapata) es una serie creada por Sunbow Productions, y Graz Entertainment (creadores de Transformers, La Máscara y X-Men) y transmitida por FOX, ambientada en el famoso cómic de Ben Edlund llamado The Tick, cuyo personaje principal es un superhéroe cómico no muy inteligente de traje azul con antenitas.
La historia comienza con la llegada de La Garrapata a la ciudad, donde conoce a Arthur, un ex-oficinista que sueña con ser superhéroe y viste un disfraz de polilla; ambos se convierten en amigos y compañeros en la lucha contra el crimen.
La propiedad de la serie pasó a Disney en 2001 cuando Disney adquirió Fox Kids Worldwide.

## Lista de episodios

### Temporada 1
- 1 "The Tick vs The Idea Men" (10 de septiembre de 1994)
- 2 "The Tick vs Chairface Chippendale" (17 de septiembre de 1994)
- 3 "The Tick vs Dinosaur Neil" (24 de septiembre de 1994)
- 4 "The Tick vs Mr. Mental" (1 de octubre de 1994)
- 5 "The Tick vs The Breadmaster" (8 de octubre de 1994)
- 6 "The Tick vs El Seed" (15 de octubre de 1994)
- 7 "The Tick vs The Tick" (22 de octubre de 1994)
- 8 "The Tick vs The Uncommon Cold" (29 de octubre de 1994)
- 9 "The Tick vs Brainchild" (5 de noviembre de 1994)
- 10 "The Tick vs Pineapple Pokopo" (12 de noviembre de 1994)
- 11 "The Tick vs The Mole-Men" (19 de noviembre de 1994)
- 12 "The Tick vs The Proto Clown" (4 de febrero de 1995)
- 13 "The Tick vs Arthur's Bank Account" (11 de febrero de 1995)

### Temporada 2
- 14 "The Little Wooden Boy and the Belly of Love" (9 de septiembre de 1995)
- 15 "Alone Together" (16 de septiembre de 1995)
- 16 "Armless but Not Harmless" (23 de septiembre de 1995)
- 17 "Leonardo da Vinci and His Fightin' Genius Time Commandos!" (30 de septiembre de 1995)
- 18 "Coach Fussell's Lament" (7 de octubre de 1995)
- 19 "Bloomsday" (21 de octubre de 1995)
- 20 "Evil Sits Down for a Moment" (4 de noviembre de 1995)
- 21 "Heroes" (11 de noviembre de 1995)
- 22 "Ants in Pants!" (18 de noviembre de 1995)
- 23 "The Tick Loves Santa!" (25 de noviembre de 1995)
- 24 "Tick vs The Big Nothing" (3 de febrero de 1996)
- 25 "Tick vs Reno, Nevada" (10 de febrero de 1996)
- 26 "Grandpa Wore Tights" (17 de febrero de 1996)

### Temporada 3
- 27 "That Mustache Feeling" (14 de septiembre de 1996)
- 28 "Tick vs Dot and Neil's Wedding" (21 de septiembre de 1996)
- 29 "Sidekicks Don't Kiss" (28 de septiembre de 1996)
- 30 "Tick vs Arthur" (6 de octubre de 1996)
- 31 "Devil in Diapers" (12 de octubre de 1996)
- 32 "Tick vs Filth" (26 de octubre de 1996)
- 33 "Tick vs Europe" (2 de noviembre de 1996)
- 34 "Tick vs Science" (9 de noviembre de 1996)
- 35 "Tick vs Prehistory" (16 de noviembre de 1996)
- 36 "Tick vs Education" (30 de noviembre de 1996)